# Maersk

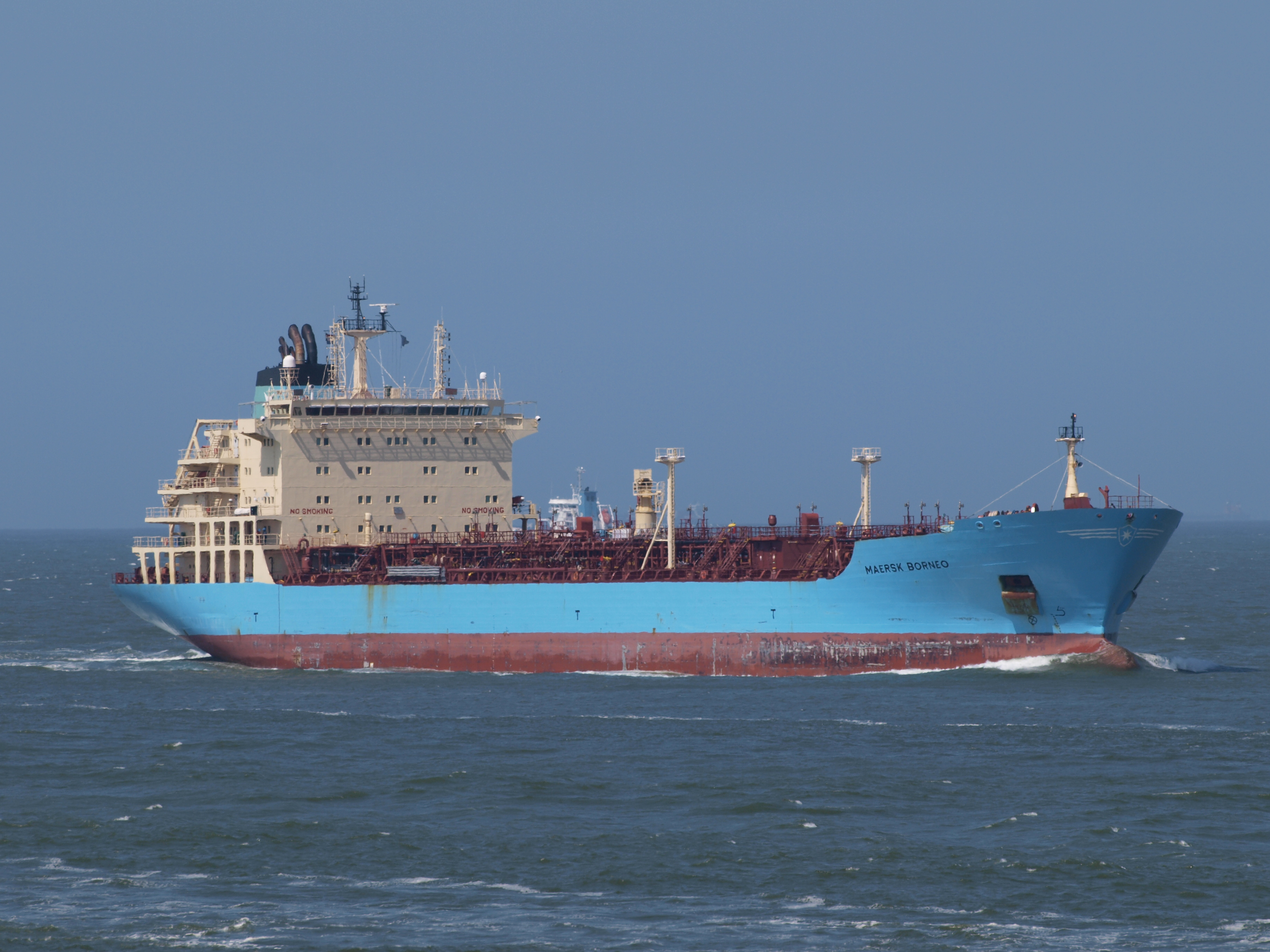
MaerskBorneo

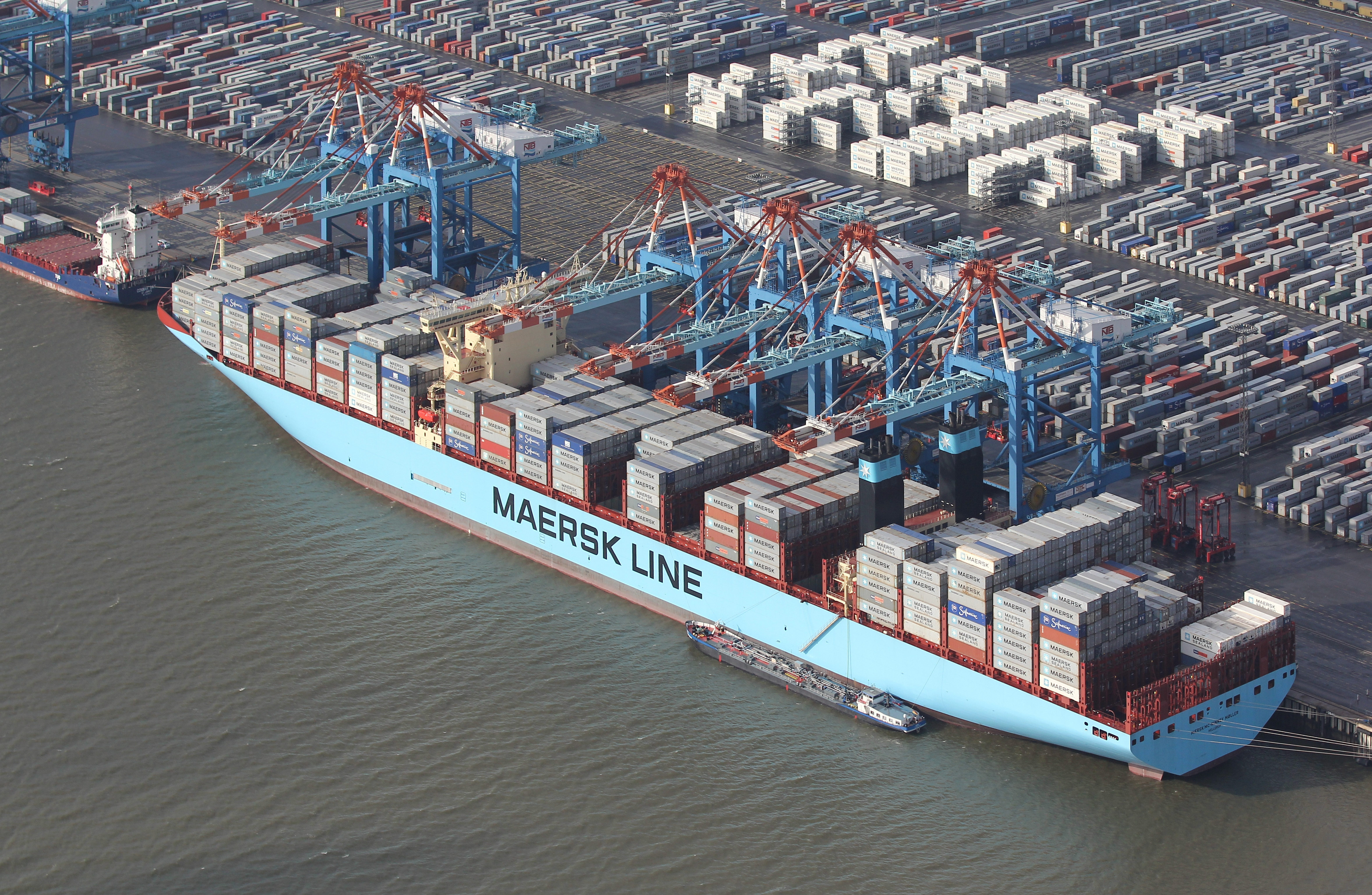
Emma Mærsk, délka 398 m.

Maersk, plným názvem A. P. Moller-Mærsk Group, je dánská podnikatelská skupina, která se zabývá hlavně logistikou, lodní a leteckou dopravou a stavbou lodí. Od roku 1993 je největším provozovatelem kontejnerových lodí na světě s podílem asi 15 %. Byla založena roku 1904, sídlem firmy je Kodaň a s pobočkami ve 130 zemích světa zaměstnává přes sto tisíc zaměstnanců.

## Historie a současnost
Rodinnou firmu založil roku 1904 kapitán Peter Mærsk Moeller, kdy provozoval jediný parník; roku 1918 vznikla jeho vlastní loděnice, o dekádu později první pravidelná doprava v USA a začal pracovat s tankery. Léta 1962 získala firma oprávnění pro naftové vrty, rok poté nasadila první polokontejnerovou loď Tobias Maersk a roku 1974 Svendborg Maersk – první plně kontejnerovou loď na světě. Loď Emma Maersk z roku 2006, dlouhá 398 metrů, byla největší kontejnerová loď a od roku 2010 vůbec největší loď na světě.
V roce 2018 se vedení Maersku rozhodlo, že nejpozději do roku 2030 chce u svých plavidel vyvinout pohon bez použití fosilních paliv a do roku 2050 se ropy zbavit úplně.
V důsledku poklesu tržeb ve 3. kvartálu 2023 se korporace chystá propustit přes devět procent zaměstnanců; její hrubý provozní zisk se meziročně propadl o 83 % na 1,9 miliardy dolarů.

## Činnosti
Vedle logistiky a kontejnerové a lodní dopravy se firma zabývá i těžbou a dopravou nafty i plynu, pronajímáním speciálních lodí pro vrtné plošiny a poskytuje i záchranné služby; má vlastní loděnice, řetězec supermarketů a obchoduje s různými komoditami.

## Zajímavost
Nákladní loď Maersk Alabama byla v roce 2009 přepadena somálskými piráty; roku 2013 byl o této události natočen film Kapitán Phillips.